# 星球大战 前线 (2015年游戏)
《星球大战 前线》是一款由EA DICE开发并由EA发行在PlayStation 4、Xbox One和Windows平台上的射击动作游戏。本作是《星球大战 前线》系列的第三款主要作品，也是EA获得《星球大战》游戏版权后的第一部作品。本作也被认为是《星球大战 前线》系列的重启之作。
游戏允许玩家以在第一人称视角和第三人称视角之间切换并进行游戏。除了单兵作战，游戏中还提供了《星球大战》中登场的多种载具和战机供玩家操纵。玩家在游戏中将扮演反抗軍同盟或帝国军的暴风兵，此外在游戏中，玩家还有机会扮演《星球大战》中的著名角色，如达斯·维达、卢克·天行者、波巴·费特、莱娅公主、韩·索罗等。
《星球大战 前线》最初于2013年的E3游戏展上公布了概念预告片，并于2015年11月在全球陆续发售。游戏在业界获得了中上的评价。

## 开发历史
在卢卡斯影业在2012年被华特迪士尼公司收购之前，《星球大战》系列的改编游戏基本上都由卢卡斯影业旗下的LucasArts负责授权和监督以及参与开发其中的一些游戏。在被收购之后，迪士尼于2013年4月解散了LucasArts的游戏开发团队，仅保留产品授权部门； 同年5月，迪士尼将主机游戏的独家版权卖给了美国著名游戏公司EA，其获得的版权时限是10年。之后EA旗下的EA DICE工作室、維瑟羅遊戲以及BioWare都着手制作《星球大战》主题的游戏。而本作便是EA获得《星球大战》游戏版权后的第一部作品。
游戏由EA DICE工作室开发，采用了其自家的寒霜3游戏引擎制作，并在2013年EA的E3游戏展前发布会上发布了游戏的首个概念预告片。不过当时游戏的开发完成度很低，DICE的主管Patrick Söderlund在当时接受采访时表示这款作品将展现“DICE所认为的《前线》应该有的样子”，但是也会包含系列前两作的游戏元素；而且DICE并没有想把本作做成《星球大战 前线II》的续作，而会是一部系列的重启作品。 在一年之后的2014年EA的E3展前发布会上，《星球大战 前线》确认了冰雪星球霍斯和森林行星恩多将会出现在游戏中。同年10月，EA透露游戏预计将于2015年圣诞节发售，以配合《星球大战》系列第七部电影《星球大战VII：原力觉醒》的公映。

## 续作
2017年4月，EA在《星球大战》40周年庆典期间正式公布了本作的续作：《星球大战 前线II》。